# X (Kylie Minogue-album)
 For alternative betydninger, se X (flertydig). (Se også artikler, som begynder med X)
X er det tiende studiealbum af den australske sangerinde Kylie Minogue og blev udgivet i 2007. Albummet er hendes første udgivelse siden Ultimate Kylie (2004) og hendes første studiealbum siden Body Language (2003).

## Udgivelse og listeplaceringer
X blev efterfulgt af singlen "2 Hearts" og udgivet på verdensplan i november 2007. Ud over positive kritiske modtagelse var X nomineret med en Brit Award for "bedste internationale album" og nåede førstepladsen i Australien. Ingen officiel erklæring har fået ved salg af X, men ifølge de britiske avis The Times som i december 2008 havde X solgt en million eksemplarer på verdensplan.
X nåede førstepladsen i Australien den 3. december 2007 og blev certificeret platin af Australian Recording Industry Association for salg på over 70.000 eksemplarer. X nåede nummer fire på UK Albums Chart og blev certificeret platin i Storbritannien den 30. november 2007 med salg af 462.000 eksemplarer. I USA nåede albummet nummer 139 på Billboard 200 med salg af 38.000 eksemplarer. Albummet som også en succes i hele Europa.

## Singler
"2 Hearts" blev udgivet som den første single undtagen i USA. Singlen nåede førstepladsen i Australien og nummer fire i Storbritannien.
"Wow" var den anden single i Storbritannien og Australien, og den tredje single i resten af verden. Sangen var et mindre hit i Australien og nåede nummer elleve, men blev et stort hit i Storbritannien og nåede nummer fem med salg af 180.000 eksemplarer.
"In My Arms" blev den anden globale succes og den tredje britiske og australske udgivelsen. Sangen var et hit i Europa og Mexico. Singlen nåede også Top 10 i Storbritannien, Tyskland, Frankrig, Grækenland, og nåede førstepladsen to gange i Rumænien.
"All I See" blev udgivet som den første single i USA og den anden single i Canada. Sangen nåede nummer 81 på Canadian Hot 100 men nåede ikke Billboard Hot 100.
"The One" blev udgivet som single i Storbritannien, Australien og Europa. Singlen var kun en digital download og nåede nummer 36 på UK Singles Chart.

## Sporliste
| #   | Titel             | Sangskriver(e)                                                                   | Længde |
| --- | ----------------- | -------------------------------------------------------------------------------- | ------ |
| 1.  | "2 Hearts"        | Jim Eliot, Mima Stilwell                                                         | 2:52   |
| 2.  | "Like a Drug"     | Mich Hedin Hansen, Jonas Jeberg, Engelina Andrina, Adam Powers                   | 3:17   |
| 3.  | "In My Arms"      | Kylie Minogue, Calvin Harris, Richard Stannard, Paul Harris, Julian Peake        | 3:32   |
| 4.  | "Speakerphone"    | Christian Karlsson, Pontus Winnberg, Henrik Jonback, Klas Åhlund                 | 3:54   |
| 5.  | "Sensitized"      | Guy Chambers, Cathy Dennis, Serge Gainsbourg                                     | 3:56   |
| 6.  | "Heart Beat Rock" | Minogue, Poole, Harris, John Lipsey                                              | 3:24   |
| 7.  | "The One"         | Minogue, Stannard, James Wiltshire, Russell Small, John Andersson, Emma Holmgren | 4:05   |
| 8.  | "No More Rain"    | Kylie Minogue, Karen Poole, Christian Karlsson, Pontus Winnberg, Jonas Quant     |        |
| 9.  | "All I See"       | Jonas Jeberg, Mich Hedin Hansen, Edwin Serrano, Raymond Calhoun                  |        |
| 10. | "Stars"           | Kylie Minogue, Richard Stannard, Paul Harris, Julian Peake                       | 3:42   |
| 11. | "Wow"             | Kylie Minogue, Karen Poole, Kurstin                                              | 3:12   |
| 12. | "Nu-di-ty"        | Karen Poole, Karlsson, Winnberg                                                  | 3:03   |
| 13. | "Cosmic"          | Kylie Minogue, Eg White                                                          | 3:08   |

## Medlemmer
| - Kylie Minogue – vokal, baggrundsvokal - Engelina Andrina – baggrundsvokal, vokal arrangering (spor 2) - David Bascombe – miksing (spor 1) - Bloodshy & Avant – guitar, basguitar, keyboard, producer, programmering (spor 4, 12) - Guy Chambers – keyboard, producer (spor 5) - Cutfather – miksing, percussion, producer (spor 2, 9) - Seton Daunt – guitar (spor 10) - Cathy Dennis – baggrundsvokal, producer (spor 5) - Jim Eliot – trommer, guitar, Moog synthesizer, percussion, piano, Rhodes piano, theremin (spor 1) - Richard Flack – baggrundsvokal, lydtekniker, miksing, programmering (spor 5) - Niklas Flyckt – miksing (spor 4, 12) - Freemasons – producer (spor 7) - Dan Grech-Marguerat – lydtekniker (spor 1) - Calvin Harris – producer (spor 3, 6), miksing (spor 6) - Paul Harris – keyboard, producer (spor 10) - Ash Howes – lydtekniker (spor 3) miksing (spor 3, 7, 10), ekstra programmering (spor 10) - Ben Jackson – assistent lydtekniker (spor 3) - Jonas Jeberg – lydtekniker, keyboard, producer, programmering, vokal arrangement (spor 2, 9), miksing (spor 2) - Henrik Jonback – basguitar (spor 4), guitar (spor 4, 12) - Ian Kirkham – saxofon, elektronisk blæseinstrument (spor 7) - Kish Mauve – lydtekniker, producer (spor 1) | - Greg Kurstin – lydtekniker, instrumentering, miksing, producer (spor 8, 11) - Cesar Gimeno Lavin – lydtekniker (spor 1) - Ken McKay – fotografi - Moray McLaren – basguitar (spor 1) - Eddie Miller – ekstra lydtekniker (spor 11) - Mads Nilsson – miksing (spor 2, 9) - Julian Peake – basguitar, keyboard, producer (spor 10) - Geoff Pesche – mastering - Karen Poole – baggrundsvokal (spor 6, 8, 11, 12) vokalproducer (spor 8, 11) - Adam Powers – vokal arrangering (spor 2) - Matt Prime – ekstra miksing, ekstra producer (spor 13) - Jonas Quant – ekstra programmering (spor 12) - Tony Salter – lydtekniker (spor 3, 6) - Edwin Serrano – baggrundsvokal, vokal arrangering (spor 9) - Russell Small – percussion (spor 7) - Paul Stanborough – ekstra lydtekniker, ekstra programmering, elektrisk guitar (spor 5) - Richard Stannard – producer (spor 3, 7, 10), basguitar, keyboard (spor 10) - Mima Stilwell – baggrundsvokal (spor 1) - Eg White – instrumentering, producer (spor 13) - Amanda Wilson – ekstra vokal (spor 7) - James Wiltshire – keyboard (spor 7) |

## Hitlister
| Hitliste (2007–08)               | Placering |
| -------------------------------- | --------- |
| Australien (ARIA Charts)         | 1         |
| Østrig (IFPI Austria)            | 16        |
| Belgien (Ultratop 50 Flandern)   | 26        |
| Belgien (Ultratop 50 Vallonien)  | 23        |
| Tjekkiet (IFPI Czech Republic)   | 16        |
| Danmark (Tracklisten)            | 34        |
| Nederlandene (MegaCharts)        | 29        |
| Europa (European Top 100 Albums) | 5         |
| Frankrig (SNEP)                  | 19        |
| Tyskland (Media Control Charts)  | 15        |
| Ungarn (Mahasz)                  | 20        |
| Irland (IRMA)                    | 14        |
| Italien (FIMA)                   | 36        |
| Japan (Oricon)                   | 40        |
| New Zealand (RIANZ)              | 38        |
| Spanien (PROMUSICAE)             | 28        |
| Sverige (Sverigetopplistan)      | 28        |
| Schweiz (Schweizer Hitparade)    | 9         |
| Storbritannien (UK Albums Chart) | 4         |
| USA (Billboard 200)              | 139       |
| USA (Dance/Electronic Albums)    | 4         |

## Certificering
| Land                 | Certificering |
| -------------------- | ------------- |
| Australien (ARIA)    | Platin        |
| Belgien (BEA)        | Guld          |
| Frankrig (SNEP)      | Guld          |
| Ungarn (Mahasz)      | Guld          |
| Rusland (NFPF)       | Guld          |
| Storbritannien (BPI) | Platin        |